# Sture Arnesson
Karl Sture Arnesson, född 7 december 1943 i Falun (Kristine), är en svensk politiker (vänsterpartist). Han var ordinarie riksdagsledamot 1998–2002, invald för Värmlands läns valkrets.
I riksdagen var han suppleant i justitieutskottet och trafikutskottet.